# Beaufort (Karolina Północna)
Beaufort – miejscowość w Stanach Zjednoczonych, w stanie Karolina Północna, w hrabstwie Carteret. W 2018 r. miasto zamieszkiwało 4614 osób.  Zostało założone w 1709 roku.